# محمد سلام (لاعب كرة قدم)
محمد سلام، لاعب كرة قدم قطري من أصل سوداني. لعب سابقاً في نادي المرخية ونادي الخريطيات.

## روابط خارجية
- محمد سلام على موقع Soccerway.com (الإنجليزية)